# Bourides
1104–1154
Entités précédentes :
- Seldjoukides

Entités suivantes :
- Zengides

La dynastie bouride est une famille d'atabegs qui a régné sur Damas de 1104 à 1154.

## Histoire

### Au service de l'émir de Damas
Le fondateur de la dynastie est Tughtekin, un soldat de l'armée des sultans seldjoukides né probablement au milieu du XIe siècle, car son fils est déjà investi d'un commandement en 1100. Il monte en grade et se retrouve dans l'entourage de Tutuş, un cadet seldjoukide qui fait la conquête de Damas en 1078, puis du nord de la Syrie en battant en 1085 son cousin Süleyman Ier, sultan seldjoukide du Roum. Même si Malik Shah Ier, le frère aîné de Tutuş, lui retire une partie de ses conquêtes, ce dernier se proclame sultan de Syrie et reprend la Syrie du Nord à la faveur de l'anarchie qui suit la mort de Süleyman. Tutuş est tué en 1095 en tentant de prendre une partie de la Mésopotamie à son neveu Barkyaruq, le nouveau grand sultan seldjoukide.
Ridwan, sultan d'Alep, le fils aîné de Tutuş, voulant la totalité de l'héritage paternel, fait exécuter tous ses frères, mais des serviteurs parviennent à faire sortir de Damas deux frères, Duqâq et Baktak. Ces derniers parviennent à Damas et sont recueillis par Saoutikin, gouverneur de la ville qui fait venir également Tughtekin et Yaghi Siyan, émir d'Antioche, lesquels proclament Duqâq émir de Damas. Toghtekin épouse alors la mère de Duqâq et devient atabeg de Damas, c'est-à-dire père adoptif et protecteur de Duqâq.
Tughtekin laisse le pouvoir à Duqâq qui dirige sa principauté, intervenant dans les affaires de Syrie et tentant d'y assurer son hégémonie mais en butte à des ambitions identiques de la part de son frère et ennemi Ridwan. Les deux frères se font souvent la guerre et même l'arrivée de la première croisade et l'installation des Francs sur la côte syro-palestinienne ne parvient pas à les réconcilier ; on les verra le plus souvent combattre les Francs chacun de son côté. Aux côtés de Duqâq, Tughtekin dispose d'une place de conseiller de premier rang et d'homme de confiance. En 1099, quand le qâdî de Jabala, révolté contre Tripoli, constate qu'il ne peut pas faire front à la fois contre le cadi de Tripoli et les croisés et échange avec Duqâq sa ville contre des domaines mieux protégés, c'est à Buri, le fils de Tughtekin, que Duqâq confie le gouvernement de la ville. En 1103, Janâh al-Dawla, émir d’Homs, est assassiné par Ridwan et les habitants de la ville font appel à Duqâq qui envoie Tughtekin prendre possession de la ville,.

### Tughtekin et Buri

Le Proche-Orient en 1135.

Duqâq meurt au mois de juin 1104 et Tughtekin fait proclamer émir son plus jeune fils Tutuş II, âgé d'un an, afin de se réserver une longue régence. Puis il change d'avis et place Baktasch, âgé de douze ans, le jeune frère de Duqâq, sur le trône. Mais il l'élimine du pouvoir et le jeune prince se réfugie à Ba'albek, et tente de reprendre le pouvoir, soutenu par Aîtekîn, sahib de Bosrâ. Tughtekin refuse de lui ouvrir les portes et Baktasch se réfugie à la cour du roi Baudouin Ier de Jérusalem. Ce dernier l'assure de son soutien, mais Tughtekin s'allie avec les Fatimides d'Égypte pour envahir le royaume de Jérusalem, et le roi ne peut remettre Baktasch sur son trône.
Durant la plus grande partie de son règne, Tughtekin attaque les positions franques, mais se défie du sultan seldjoukide et de ses envoyés, tel Mawdûd ibn Altûntâsh, assassiné à Damas et Aq Sonqor Bursuqî. Lui et d'autre émirs syriens s'allient même aux Francs contre Aq Sonqor Bursuqî, atabeg de Mossoul, en 1115, préférant la présence des Francs au risque de domination de la Syrie par Mossoul,,. En 1114, il tente une alliance avec Alp Arslan d'Alep, coalition qui aurait pu consacrer une Syrie musulmane suffisamment forte pour faire face à la fois aux Francs et à Mossoul et Bagdag, mais l'émir d'Alep est ensuite assassiné, réduisant à néant la coalition.
Tughtekin meurt le 12 février 1128 et son fils Buri Taj el-Moluk, âgé d'environ cinquante ans, lui succède sans trop de difficultés,.
En novembre 1129, les Nizârites organisent un complot visant à livrer la ville aux Francs. Buri, informé de la conjuration, fait arrêter et exécuter les conjurés. le Baudouin II de Jérusalem, au courant du complot, assiège la ville mais sans succès et renonce le 5 décembre 1129. Buri est blessé par deux Nizârites en mai 1131. Il est soigné, mais la blessure se rouvre, et Buri meurt en juin 1132.

### La fin de la dynastie
L'année de l'avènement de Buri fut également celle qui vit l'intronisation de Zengi, qui déjà maître de Mossoul, avait pris le contrôle d'Alep. Mais il est redouté et détesté par les Damascains, car il avait attiré un détachement buride dans un piège et s'était ensuite servi des otages contre Damas. La politique de la fin de la dynastie sera toujours sous le coup de cette menace et de cette méfiance.
Le fils aîné de Buri, Shams al-Muluk Isma’il, âgé de dix-neuf ans à son avènement, continue dans le chemin de son père et prend aux Francs la forteresse de Banias en décembre 1132. Mais il échappe de peu aux coups d'un Assassins. Convaincu qu'il est entouré de comploteurs, il se met à faire emprisonner puis exécuter les membres de son entourage, avant d'être à son tour assassiné par sa mère Zamarud Kathun le 2 février 1135.
Zengi tenta alors de prendre Damas, profitant des troubles, mais Shihab ad-Din Mahmud, le frère d'Isma’il, était déjà bien installé sur le trône et, soutenu par le ministre Mu'in ad-Din Unur le repousse. Dans les années qui suivent, c'est surtout Mu'in ad-Din Unur qui dirige l'émirat de Damas, au nom des princes Shihab ad-Din Mahmud, puis de son frère Jemal ad-Din Muhammad et du fils de ce dernier Mujir ad-Din Abaq. Mu'in ad-Din Unur dirige l'émirat de Damas d'une main de fer, pratique une politique d'équilibre entre les Francs et Zengi, qui possède à la fois Alep et Mossoul, et parvient à garder son indépendance et son prestige. Mais la seconde croisade, en mettant le siège devant Damas, compromet cette politique d'alliance partielle avec les Frans. Mu'in ad-Din Unur meurt en 1149 et Mujir ad-Din Abaq assure le gouvernement de l'émirat, mais ce jeune prince laisse les Francs instaurer leur protectorat sur Damas, malgré les rancœurs de la population, et perd tout son prestige. Nur ad-Din profite de ce mécontentement pour prendre le contrôle de Damas et déposer le dernier Bouride le 10 safar 549 (25 avril 1154).

## Liste des princes bourides
| Règne     | Prince                                                                               |
| --------- | ------------------------------------------------------------------------------------ |
| 1104-1128 | Tughtekin                                                                            |
| 1128-1132 | Taj al-Muluk Buri                                                                    |
| 1132-1135 | Shams al-Muluk Isma’il                                                               |
| 1135-1139 | Shihab ad-Din Mahmud                                                                 |
| 1139-1140 | Jemal ad-Din Muhammad                                                                |
| 1140-1149 | Mujir ad-Din Abaq mais le pouvoir réel était aux mains du ministre Mu'in ad-Din Unur |
| 1150-1154 | Mujir ad-Din Abaq                                                                    |

## Généalogie et parenté avec les autres dynasties syriennes
| Ne | Ne | Ne | Ne | Ne     | Ne     |        |        |        |        |  |  | Tutuş (seldjoukide) | Tutuş (seldjoukide) | Tutuş (seldjoukide) | Tutuş (seldjoukide) | Tutuş (seldjoukide) | Tutuş (seldjoukide) |  |  |          |          |          |          | Ne       | Ne       | Ne | Ne | Ne | Ne |  |  |                        |                        |                        |                        |                        |                        |  |  | Tughtekin            | Tughtekin            | Tughtekin            | Tughtekin            | Tughtekin            | Tughtekin            |  |  |                        |                        |                        |                        |                        |                        |  |  |                 |                 |                 |                 |                 |                 |            |            |            |            |    |    |    |    |  |  |  |  |  |  |  |  |  |  |  |  |  |  |
| Ne | Ne | Ne | Ne | Ne     | Ne     |        |        |        |        |  |  | Tutuş (seldjoukide) | Tutuş (seldjoukide) | Tutuş (seldjoukide) | Tutuş (seldjoukide) | Tutuş (seldjoukide) | Tutuş (seldjoukide) |  |  |          |          |          |          | Ne       | Ne       | Ne | Ne | Ne | Ne |  |  |                        |                        |                        |                        |                        |                        |  |  | Tughtekin            | Tughtekin            | Tughtekin            | Tughtekin            | Tughtekin            | Tughtekin            |  |  |                        |                        |                        |                        |                        |                        |  |  |                 |                 |                 |                 |                 |                 |            |            |            |            |    |    |    |    |  |  |  |  |  |  |  |  |  |  |  |  |  |  |
|    |    |    |    |        |        |        |        |        |        |  |  |                     |                     |                     |                     |                     |                     |  |  |          |          |          |          |          |          |    |    |    |    |  |  |                        |                        |                        |                        |                        |                        |  |  |                      |                      |                      |                      |                      |                      |  |  |                        |                        |                        |                        |                        |                        |  |  |                 |                 |                 |                 |                 |                 |            |            |            |            |    |    |    |    |  |  |  |  |  |  |  |  |  |  |  |  |  |  |
|    |    |    |    |        |        |        |        |        |        |  |  |                     |                     |                     |                     |                     |                     |  |  |          |          |          |          |          |          |    |    |    |    |  |  |                        |                        |                        |                        |                        |                        |  |  |                      |                      |                      |                      |                      |                      |  |  |                        |                        |                        |                        |                        |                        |  |  |                 |                 |                 |                 |                 |                 |            |            |            |            |    |    |    |    |  |  |  |  |  |  |  |  |  |  |  |  |  |  |
|    |    |    |    | Ridwan | Ridwan | Ridwan | Ridwan | Ridwan | Ridwan |  |  | Baktak              | Baktak              | Baktak              | Baktak              | Baktak              | Baktak              |  |  | Duqâq    | Duqâq    | Duqâq    | Duqâq    | Duqâq    | Duqâq    |    |    |    |    |  |  | Buri Taj el-Moluk      | Buri Taj el-Moluk      | Buri Taj el-Moluk      | Buri Taj el-Moluk      | Buri Taj el-Moluk      | Buri Taj el-Moluk      |  |  |                      |                      |                      |                      |                      |                      |  |  | Zamarud Kathun         | Zamarud Kathun         | Zamarud Kathun         | Zamarud Kathun         | Zamarud Kathun         | Zamarud Kathun         |  |  | Zengi (zengide) | Zengi (zengide) | Zengi (zengide) | Zengi (zengide) | Zengi (zengide) | Zengi (zengide) |            |            | Ne         | Ne         | Ne | Ne | Ne | Ne |  |  |  |  |  |  |  |  |  |  |  |  |  |  |
|    |    |    |    | Ridwan | Ridwan | Ridwan | Ridwan | Ridwan | Ridwan |  |  | Baktak              | Baktak              | Baktak              | Baktak              | Baktak              | Baktak              |  |  | Duqâq    | Duqâq    | Duqâq    | Duqâq    | Duqâq    | Duqâq    |    |    |    |    |  |  | Buri Taj el-Moluk      | Buri Taj el-Moluk      | Buri Taj el-Moluk      | Buri Taj el-Moluk      | Buri Taj el-Moluk      | Buri Taj el-Moluk      |  |  |                      |                      |                      |                      |                      |                      |  |  | Zamarud Kathun         | Zamarud Kathun         | Zamarud Kathun         | Zamarud Kathun         | Zamarud Kathun         | Zamarud Kathun         |  |  | Zengi (zengide) | Zengi (zengide) | Zengi (zengide) | Zengi (zengide) | Zengi (zengide) | Zengi (zengide) |            |            | Ne         | Ne         | Ne | Ne | Ne | Ne |  |  |  |  |  |  |  |  |  |  |  |  |  |  |
|    |    |    |    |        |        |        |        |        |        |  |  |                     |                     |                     |                     |                     |                     |  |  |          |          |          |          |          |          |    |    |    |    |  |  |                        |                        |                        |                        |                        |                        |  |  |                      |                      |                      |                      |                      |                      |  |  |                        |                        |                        |                        |                        |                        |  |  |                 |                 |                 |                 |                 |                 |            |            |            |            |    |    |    |    |  |  |  |  |  |  |  |  |  |  |  |  |  |  |
|    |    |    |    |        |        |        |        |        |        |  |  |                     |                     |                     |                     |                     |                     |  |  |          |          |          |          |          |          |    |    |    |    |  |  |                        |                        |                        |                        |                        |                        |  |  |                      |                      |                      |                      |                      |                      |  |  |                        |                        |                        |                        |                        |                        |  |  |                 |                 |                 |                 |                 |                 |            |            |            |            |    |    |    |    |  |  |  |  |  |  |  |  |  |  |  |  |  |  |
|    |    |    |    |        |        |        |        |        |        |  |  |                     |                     |                     |                     |                     |                     |  |  | Tutuş II | Tutuş II | Tutuş II | Tutuş II | Tutuş II | Tutuş II |    |    |    |    |  |  | Shams al-Muluk Isma’il | Shams al-Muluk Isma’il | Shams al-Muluk Isma’il | Shams al-Muluk Isma’il | Shams al-Muluk Isma’il | Shams al-Muluk Isma’il |  |  | Shihab ad-Din Mahmud | Shihab ad-Din Mahmud | Shihab ad-Din Mahmud | Shihab ad-Din Mahmud | Shihab ad-Din Mahmud | Shihab ad-Din Mahmud |  |  | Djamal ad-Din Muhammad | Djamal ad-Din Muhammad | Djamal ad-Din Muhammad | Djamal ad-Din Muhammad | Djamal ad-Din Muhammad | Djamal ad-Din Muhammad |  |  |                 |                 |                 |                 | Nur ad-Din      | Nur ad-Din      | Nur ad-Din | Nur ad-Din | Nur ad-Din | Nur ad-Din |    |    |    |    |  |  |  |  |  |  |  |  |  |  |  |  |  |  |
|    |    |    |    |        |        |        |        |        |        |  |  |                     |                     |                     |                     |                     |                     |  |  | Tutuş II | Tutuş II | Tutuş II | Tutuş II | Tutuş II | Tutuş II |    |    |    |    |  |  | Shams al-Muluk Isma’il | Shams al-Muluk Isma’il | Shams al-Muluk Isma’il | Shams al-Muluk Isma’il | Shams al-Muluk Isma’il | Shams al-Muluk Isma’il |  |  | Shihab ad-Din Mahmud | Shihab ad-Din Mahmud | Shihab ad-Din Mahmud | Shihab ad-Din Mahmud | Shihab ad-Din Mahmud | Shihab ad-Din Mahmud |  |  | Djamal ad-Din Muhammad | Djamal ad-Din Muhammad | Djamal ad-Din Muhammad | Djamal ad-Din Muhammad | Djamal ad-Din Muhammad | Djamal ad-Din Muhammad |  |  |                 |                 |                 |                 | Nur ad-Din      | Nur ad-Din      | Nur ad-Din | Nur ad-Din | Nur ad-Din | Nur ad-Din |    |    |    |    |  |  |  |  |  |  |  |  |  |  |  |  |  |  |
|    |    |    |    |        |        |        |        |        |        |  |  |                     |                     |                     |                     |                     |                     |  |  |          |          |          |          |          |          |    |    |    |    |  |  |                        |                        |                        |                        |                        |                        |  |  |                      |                      |                      |                      |                      |                      |  |  | Mudjir ad-Din Abak     |                        |                        |                        |                        |                        |  |  |                 |                 |                 |                 |                 |                 |            |            |            |            |    |    |    |    |  |  |  |  |  |  |  |  |  |  |  |  |  |  |

### Sources
- René Grousset, Histoire des croisades et du royaume franc de Jérusalem, Paris, Perrin, 1936 (réimpr. 1999)
  - 1. L’anarchie musulmane, 1934,  (ISBN 2-262-02548-7)
  - 2. L’équilibre, 1935,  (ISBN 2-262-02568-1)
- Amin Maalouf, Les Croisades vues par les Arabes, J’ai lu, 1983 (ISBN 978-2-290-11916-7)
- Steven Runciman, Histoire des Croisades, 1951 [détail de l’édition] (publi. 2006), édition Tallandier,  (ISBN 2-84734-272-9)